# Conny Hamann-Boeriths
Conny Hamann-Boeriths (født 16. september 1969 i Sønderborg, opvokset i Felsted) er en tidligere dansk håndboldspiller.
Hamann-Boeriths var i mange år playmaker hos GOG og spillede også på kvindelandsholdet, ligesom hun vandt guld ved Sommer-OL 1996 i Atlanta. Efter tiden hos GOG spillede Hamann-Boeriths for Skjern Håndbold.
Hun er gift med René Hamann-Boeriths, der også er håndboldspiller.